# This Time (Melanie C-album)
A This Time Melanie Chisholm brit énekesnő negyedik albuma, a második album a Red Girl Recordsnál. 2007-ben jelent meg, 300 000 példányban kelt el.

## Számlista
1. Understand
2. What If I Stay
3. Protected
4. This Time
5. Carolyna
6. Forever Again
7. Your Mistake
8. The Moment You Believe
9. Don’t Let Me Go
10. Immune
11. May Your Heart
12. Out of Time
13. I Want Candy